# Lípa pod statkem v Chamuticích
Lípa pod statkem v Chamuticích je památný strom ve vsi Chamutice, na jihovýchod od Petrovic, na jižním okraji parcely statku. Lípa velkolistá (Tilia platyphyllos Scop.) je přibližně 420 let stará, s obvodem kmen 577 cm, korunou vysokou 29 m (měřeno 2012). Při šetření v roce 2005 byla zjištěna na kmeni puklina s obnaženým dřevem, s hnilobou, lípa je částečně napadena opeňkou měnlivou. V roce 2009 byl proveden zdravotní řez a ošetření dutin. Strom je chráněn od 21. května 2005 jako krajinná dominanta.

## Památné stromy v okolí
- Chamutická lípa
- Kněžický klen
- Kojšická lípa
- Lípa pod penzionem v Jiřičné
- Tichých lípa
- Trsická lípa
- Vlastějovská lípa
- Volšovská lípa

## Galerie

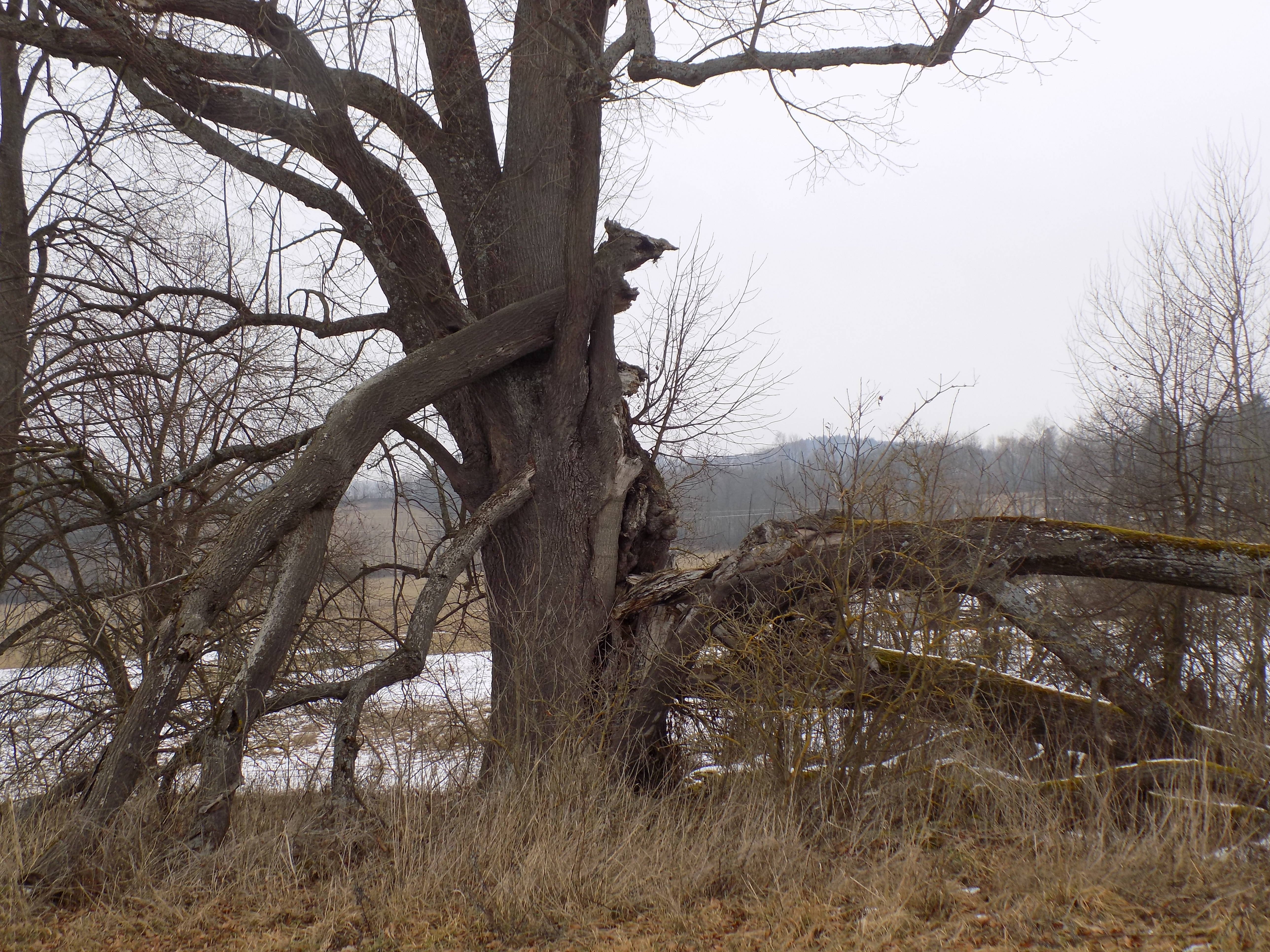
Kmen lípy
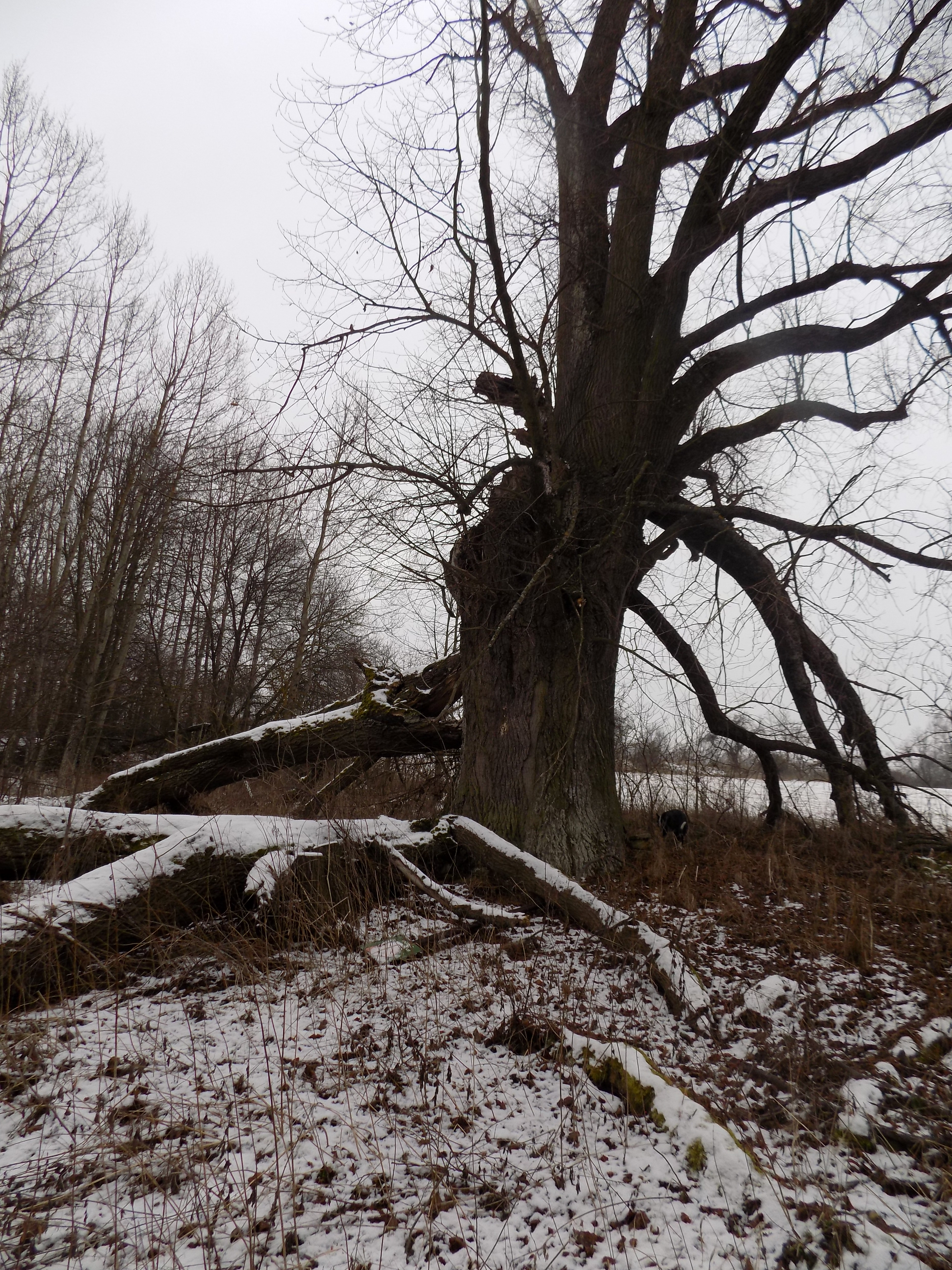
Poškozený kmen
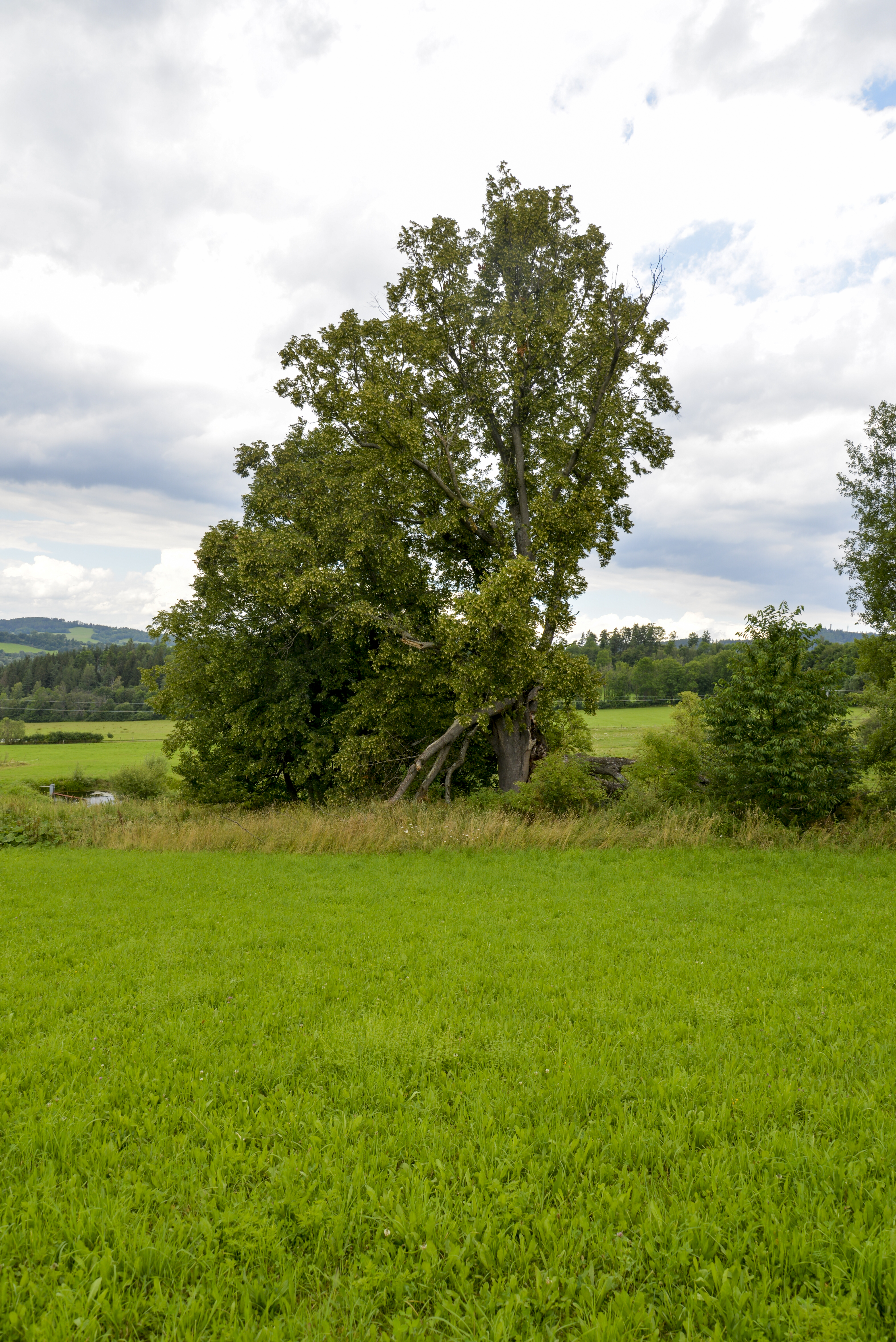
Lípa pod statkem